# Figari
Figari (korziško Bunifaziu) je naselje in občina v francoskem departmaju Corse-du-Sud regije - otoka Korzike. Leta 2006 je naselje imelo 1.117 prebivalcev.

## Geografija
Kraj leži v jugozahodnem delu otoka Korzike nad zalivom Figari, 40 km jugovzhodno od Sartène. Na ozemlju občine se od leta 1975 nahaja mednarodno civilno letališče Figari Sud-Corse.

## Uprava
Figari je sedež istoimenskega kantona, v katerega so poleg njegove vključene še občine Monacia-d'Aullène, Pianotolli-Caldarello in Sotta s 3.284 prebivalci. Kanton je sestavni del okrožja Sartène.